# Miasto Bijeljina
Miasto Bijeljina (serb. Град Бијељина / Grad Bijeljina) – jednostka administracyjna w Bośni i Hercegowinie, w Republice Serbskiej. W 2013 roku liczyła 103 874 mieszkańców.